# Medabots
Medabots (メダロット, Medarotto) também conhecido como Medarot, é um anime que narra as aventuras de Ikki Tenryou e seu medabot Metabee. Era originalmente um Video game para Game Boy lançado em 1997. Vários jogos da franquia foram lançados para diversas plataformas, incluindo Game Boy, Game Boy Advance, GameCube e Nintendo DS.

## Enredo
A série se passa no ano de 2122 e é centralizada nos Medabots, robôs com inteligência artificial cuja finalidade é servir aos seus donos humanos. Mais tarde na série, descobre-se que Medabots são encontrados na verdade a milhares de anos, os restos de uma antiga civilização que se chamavam Medalorians. Os Medalorians estavam obcecados com suas guerras continuas que resultaram da destruição de sua civilização, os sobreviventes codificadas as memórias em pedaços hexagonal de metal. Essas "Medalhas" são clonadas e produzidas pela Corporação Medabot (uma empresa fundada por Dr. Aki), as Medalhas são o cérebro e alma de um Medabot, as Medalhas originais são classificadas como "Medalhas Raras" são mantidos em armazenamento na empresa devido a seu extremo poder. A Corporação Medabot é responsável por produzir 90% dos Medabots.
A série tem como protagonista Ikki Tenryou. Um menino de apenas 10 anos que quer se tornar um campeão do Torneio Mundial de Cyberlutas. No entanto, Ikki é incapaz de comprar um Medabots e seus pais se recusam a comprar-lhe um. No entanto, ele consegue arranjar dinheiro suficiente para comprar um modelo ultrapassado, e com um pouco de sorte, ele encontra uma "Medalha" jogada em um rio. Ikki rapidamente a insere no Medabot ele comprou chamado Metabee (um Medabot obsoleto do tipo besouro). O único problema é que a Medalha de Metabee que Ikki pois da encontrou um problema grave de atitude (um problema raramente visto em um Medabot), é Ikki chega a pensar que seu Metabee estava com defeito. No entanto, essa teoria é comprovada errado mais tarde na série, é revelado que Metabee tem uma "Medalha Rara".
As medalhas raras, como mencionado anteriormente, foram mantidos com muito segredo pela Corporação Medabot e tão pouco se sabe sobre elas. No entanto, um Medabot com uma medalha rara seria capaz de realizar uma técnica devastadora conhecida como "Medaforça". Outro aspecto importante é a história de Henry, o atendente da loja que vendeu Metabee de Ikki. Ao longo da série descobre-se que ele é o Fantasma Renegado, uma coisa engraçada na série é que quase todos dizem que ele é o fantasma, sendo que ninguém nunca descobriu sua identidade. Há também o Medalutador Espacial X que é outra das identidades secretas de Henry que é o Medalutador número 1 no Japão.
No final da segunda temporada, é revelado que o Victor (o Medalutador que possui Warbandit) estava ajudando do Dr. Meta-Malvado obter Medalhas durante o torneio, Durante a final, Metabee e Warbandit continuam a lutar e ambos usam a "Medaforça" que no final ambos tem suas Medapeças danificadas. É durante este evento que o Dr. Meta-Malvado começa o seu plano de roubas as Medalhas Raras de Metabee e Warbandit, aprisionando ambos em um sonho.  No entanto, Ikki consegue chegar ate Metabee para acordá-lo do sonho. Ikki e Metabee também deve parar os planos da terrível Gangue dos robôs de borracha.

## Medabots Damashii
Medabots Damashii (メダロット魂) ou Medabots Spirit nos Estados Unidos, é uma continuação da série original, segue Kam Kamazaki, um menino frio de 12 anos que projetou um dos mais perigosos Medabots da história da Cyberluta, chamado Kilobots (ou Death Medarot, na versão japonesa).
Estes Medabots não possuem emoções ou sentimentos, pois suas Medalhas foram remodeladas para possuírem mais força. No primeiro episódio de Medabots Damashii, Ikki perde uma Cyberluta para um Kilobot de um garoto mau chamado Ginkai. Nem mesmo quando Metabee usou a Medaforça ele foi capaz de derrotá-lo, pois a Medaforça é um ataque que requer sentimentos e um Kilobot não possui sentimentos devido a sua Medalha X. Ikki também conhece Nae, uma mecânica de Medabots que dá Medapeças novas a Metabee, Ikki então atualiza seu Metabee usando as peças novas em Metabee que se tornam Saikachis (sua versão atualizada) e derrota o Kilobot usando pela primeira vez o seu Modo Ação. Embora Metabee tenha se tornado um Saikachis que é um nome da sua nova versão, Ikki continua a chamado de "Metabee". Nessa temporada houve a saída de de vários personagens como a Karen e o Koji, e a entrada de outros como Sra.Nai, Ginkai, Zuru e o malvado Kan. E então Ikki e seus amigos vão deter os Kilobots para restaurar o espírito da luta.

## Personagens

### Ikki Tenryou
Ikki Tenryou (テンリョウ　イッキtenryou ikki ) O protagonista da série, um estudante de escola primária que por algum tempo ele foi uma das únicas crianças que não possuía um Medabot. Até encontrar uma estranha Medalha no fundo do rio e comprar com suas economias um Medabot antigo do tipo KBT. Nasceu assim Metabee, o companheiro de Ikki em todas as confusões. Ikki não conseguia controlar Metabee muito bem e sempre acabava levando uma chuva de tiros do Medabot furioso. Mas, com o tempo e após muitas Cyberlutas, Ikki e Metabee acabaram formando um forte laço de amizade. Ikki se torna um grande medalutador ao lado de Metabee, e juntos representam o Japão no Torneio Mundial de Cyberlutas, ao lado de Koji e do Medalutador Espacial X.

### Metabee
Metabee (メタビー) é o medabot de Ikki. Metabee é a versão atualizada do Medabot MetalBeetle (メタル・ビートル). No passado, a medalha de Metabee pertencia a Henry(Hikaru Agata), que acabou-a perdendo. Metabee tem um temperamento agressivo e desobediente, mas melhora com o tempo. Sempre atira em Ikki quando esse o irrita, principalmente quando ele o chama de Lata Velha. Apesar de tudo, Metabee sempre se preocupa com a segurança de Ikki em alguns caso, arrisca-se para salva-lo. Uma grande especialidade da Medalha de Metabee é que em estado de crise, perigo ou quando ele e Ikki agem como um só, ele consegue reunir energia de seus sentimentos e executar a "MedaForça". Por ser um Medabot do tipo Kabuto, sua Medaforça é "Ultra Shot", uma técnica que consiste em disparar uma grande rajada de energia dourada de seus dois braços quando em estado de crise. Gosta de filmes de Velho Oeste e praias (apesar de não saber nadar). Em Medabots Damashii (a segunda temporada) Metabee tem suas peças atualizadas e se torna Saikachis (サイカチス), uma versão atualizada e mais poderosa de Metabee, mas que no anime este é chamado pelo nome como Medabee, principalmente por Ikki. Nessa forma Metabee possui o Modo Ação e Modo Demolição e consegue usar o "Ultra Shot" quando quiser, porem, uma versão mais poderosa com uma coloração arco-íris e disparada pelos canhões em seu chifre quando no Modo Demolição.

## Anime
A série anime Medabots foi adaptado a partir do vídeo game original de 1997, com seus elementos de combate robótica inspiradas no anime Plawres Sanshiro. Produzido por Bee Train, o anime possui 50 episódio e mais dois que originalmente foram exibidos na TV Tokyo. A terceira temporada foi produzida pela Production IG, Medabots Damashii foi exibido a partir de 19 de setembro de 2003 com 39 episódios. Ambas as séries são licenciados pela Nelvana. A série foi o ar no Brasil pela primeira vez na Fox Kids, e em Portugal no Canal Panda

## Mangá
Escrito por Horumarin, a série de mangá Medabots foi originalmente serializada na Shonen revista Comic Bom Bom, no Japão e em seguida, publicada em quatro volumes pela Kodansha. A série foi licenciada para uma versão em idioma Inglês na América do Norte pela Viz Media. O Mangá possui quatro séries e todas escritas e publicadas por Horumarin Kodansha. Os dois volumes de Medabots 3 foram lançados no Japão em Dezembro de 2000 e abril de 2001. Medabots 4 seguidos mais tarde, em 2001. O primeiro volume de Medabots 5 foi lançado em Julho de 2002, mas o segundo volume não foi liberado até Agosto de 2007, Medabots G, uma continuação de Metabots 5, foi lançado em 2003.
No Brasil, o mangá teve algumas edições publicadas pela Editora Abril em 2002